# الاوجبة (العدين)

تعديل مصدري - تعديل

الاوجبة محلة تابعة لقرية الماجل، التابعة لعزلة قصع حليان بمديرية العدين إحدى مديريات محافظة إب في الجمهورية اليمنية.، بلغ تعداد سكانها 91 حسب تعداد اليمن لعام 2004.